# 坎普霍拉 (加利福尼亞州)
坎普霍拉（英語：Camphora）是位於美國加利福尼亞州蒙特雷縣的一個非建制地區。該地的面積和人口皆未知。

## 地理
坎普霍拉的座標為36°27′11″N 121°22′16″W / 36.45306°N 121.37111°W，而該地的平均海拔高度為52米（即171英尺）。